# Winner (Dél-Dakota)
Winner település az Amerikai Egyesült Államok Dél-Dakota államában, Tripp megyében, melynek megyeszékhelye is. Lakosainak száma 2921 fő (2020. április 1.).

## Népesség
A település népességének változása:

| 2010 | 2 897 |
| 2020 | 2 921 |